# Antiche unità di misura del circondario di Lecco

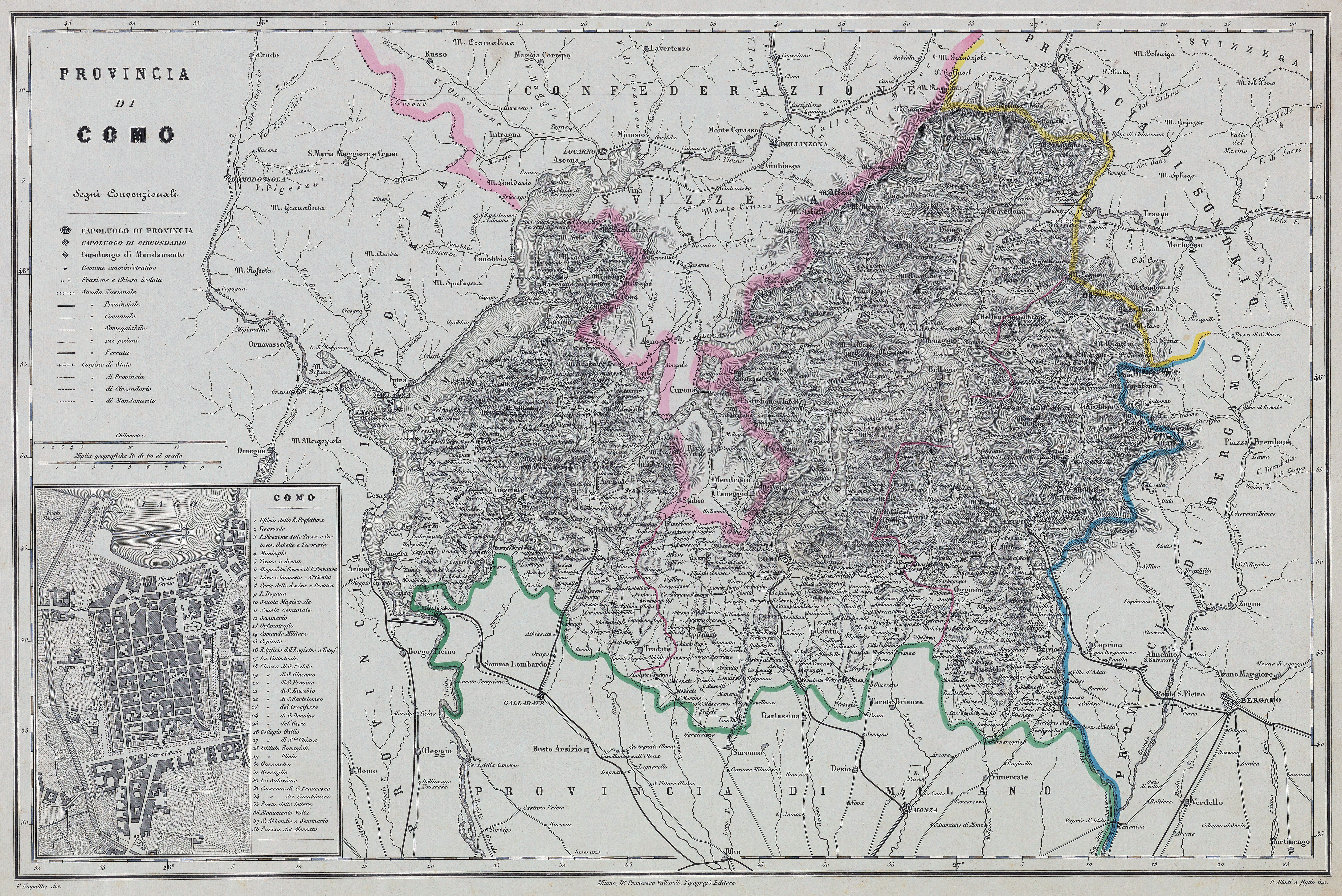
Mappa con indicazione dei confini del circondario di Lecco nel 1868 circa

Sono qui riportate le conversioni tra le antiche unità di misura in uso nel circondario di Lecco e il sistema metrico decimale, così come stabilite ufficialmente nel 1877.
Nonostante l'apparente precisione nelle tavole, in molti casi è necessario considerare che i campioni utilizzati (anche per le tavole di epoca napoleonica) erano di fattura approssimativa o discordanti tra loro.

## Misure di lunghezza
| Comuni         | Denominazione      | Valore   | Unità |
| -------------- | ------------------ | -------- | ----- |
| Tutti i comuni | Braccio di Milano  | 0,594936 | m     |
| Tutti i comuni | Trabucco di Milano | 2,611110 | m     |
| Tutti i comuni | Piede liprando     | 0,446202 | m     |

Il braccio di Milano si divide in 12 once, l'oncia in 12 punti, il punto in 12 atomi.
Il trabucco di Milano, base delle misure agrarie, si divide in 6 piedi, il piede in 12 once, l'oncia in 12 punti, il punto in 12 atomi.

## Misure di superficie
| Comuni         | Denominazione             | Valore   | Unità |
| -------------- | ------------------------- | -------- | ----- |
| Tutti i comuni | Pertica milanese          | 654,5179 | m²    |
| Tutti i comuni | Braccio quadrato milanese | 0,353949 | m²    |
| Tutti i comuni | Braccio d'asse milanese   | 1,415798 | m²    |

La pertica di Milano, misura agraria, si divide in 24 tavole. La tavola, di quattro trabucchi quadrati, si divide in 12 piedi di tavola, il piede in 12 once di tavola, l'oncia in 12 punti di tavola, il punto in 12 atomi di tavola.
Il braccio quadrato di Milano si divide in 12 once di braccio quadrato, l'oncia in 12 punti di braccio quadrato, il punto in 12 atomi di braccio quadrato.
Il braccio d'asse, di 4 braccia quadrate, si divide in 12 once di braccio d'asse, l'oncia in 12 punti di braccio d'asse, il punto in 12 atomi di braccio d'asse.

## Misure di volume
| Comuni                                                   | Denominazione            | Valore   | Unità |
| -------------------------------------------------------- | ------------------------ | -------- | ----- |
| Tutti i comuni                                           | Braccio cubo di Milano   | 210,577  | L     |
| Tutti i comuni eccetto quelli del mandamento di Introbio | Carro da legna di Milano | 3369,238 | L     |

Il braccio cubo si divide in 12 once di braccio cubo, l'oncia in 12 punti di braccio cubo, il punto in 12 atomi di braccio cubo.
Il carro da legna è di 16 braccia cube.

## Misure di capacità per gli aridi
| Comuni                                                   | Denominazione           | Valore   | Unità |
| -------------------------------------------------------- | ----------------------- | -------- | ----- |
| Tutti i comuni                                           | Moggio di Milano        | 146,2343 | L     |
| Tutti i comuni eccetto quelli del mandamento d'Introbbio | Moggio da carbone colmo | 225,1033 | L     |
| Tutti i comuni eccetto quelli del mandamento d'Introbbio | Moggio da carbone raso  | 221,0453 | L     |
| Comuni del mandamento d'Introbbio                        | Moggio                  | 190,7822 | L     |

Il moggio di Milano si divide in 8 staia, lo staio in 4 quartari, il quartaro in 4 metà, la metà in 4 quartini.
Nove staia fanno una soma.
Il moggio di Introbbio si divide in 2 valli. Due moggia fanno un sacco.

## Misure di capacità per i liquidi
| Comuni                                                                                       | Denominazione        | Valore  | Unità |
| -------------------------------------------------------------------------------------------- | -------------------- | ------- | ----- |
| Lecco città e comuni del mandamento, eccettuati Malgrate, Pescate, Valmadrera e Mandello     | Brenta di Lecco      | 75,5544 | L     |
| Mandamento d'Introbbio (Valsassina)                                                          | Brenta di Valsassina | 97,1414 | L     |
| Malgrate, Valmadrera, Pescate, e comuni dei mandamenti di Brivio, Missaglia, Oggiono e Canzo | Brenta di Milano     | 75,5544 | L     |
| Mandello                                                                                     | Brenta               | 86,3479 | L     |

La brenta di Lecco, eguale a quella di Milano, si divide in 84 boccali, il boccale in 2 mezzi, il mezzo in 2 bicchieri.
La brenta di Valsassina si divide in 96 boccali, il boccale in 4 zaine.
Due boccali fanno una pinta.
La brenta di Milano si divido in 3 staia, lo staio in 4 quartari, il quartaro in 8 boccali, il boccale in 4 zaine.
La brenta di Mandello si divide in 96 boccali.

## Pesi
| Comuni                                                                           | Denominazione               | Valore  | Unità |
| -------------------------------------------------------------------------------- | --------------------------- | ------- | ----- |
| Lecco e comuni del mandamento, eccettuati Malgrate, Pescate e Valmadrera         | Libbra grossa di Lecco      | 871,448 | g     |
| Malgrate, Valmadrera, Pescate, e mandamenti di Brivio, Missaglia, Oggiono, Canzo | Libbra grossa di Milano     | 762,517 | g     |
| Malgrate, Valmadrera, Pescate, e mandamenti di Brivio, Missaglia, Oggiono, Canzo | Libbra piccola di Milano    | 326,793 | g     |
| Mandamento d'Introbbio                                                           | Libbra grossa di Valsassina | 871,448 | g     |

La libbra grossa di Lecco si divide in 32 once, l'oncia in 8 ottavi, l'ottavo in 3 denari, il denaro in 24 grani.
10 libbre grosse fanno il peso.
100 libbre grosse fanno il fascio.
La libbra grossa di Milano si divide in 28 once. La libbra piccola di Milano si divide in 12 once, l'oncia in 24 denari, il denaro in 24 grani.
10 libbre grosse di Milano fanno un peso.
100 libbre grosse di Milano fanno un fascio.
25 libbre piccole di Milano fanno un rubbo.
100 libbre piccole di Milano fanno un quintale.
La libbra grossa di Valsassina si divide in 30 once, l'oncia in 8 ottavi, l'ottavo in 3 denari, il denaro in 24 grani.
10 libbre grosse di Valsassina fanno un peso.
100 libbre grosse fanno un fascio.
Per i medicinali si usava la libbra piccola di Milano e la libbra medica di Vienna.
I gioiellieri e gli orefici usavano il marco di zecca eguale a grammi 234,997, ed il carato di Olanda eguale a grammi 0,20567.

## Territorio
Nel 1874 nel circondario di Lecco erano presenti 130 comuni divisi in 6 mandamenti.
- Brivio • Airuno, Aizurro, Bagaggera, Brianzola, Brivio, Cagliano, Calco, Cologna, Imbersago, Merate, Mondonico, Nava, Novate Brianza, Olgiate Molgora, Paderno d'Adda, Ravellino, Robbiate, Rovagnate, Sabbioncello, Santa Maria Hoè, Sartirana Brianza, Verderio
- Canzo • Asso, Barni, Caglio, Canzo, Carella, Caslino Piano d'Erba, Cassina Mariaga, Castelmarte, Lasnigo, Longone al Segrino, Magreglio, Onno, Pagnano, Penzano, Proserpio, Rezzago, Scarenna, Sormano, Valbrona, Visino
- Introbio • Baiedo, Barcone, Barzio, Bindo, Casargo, Cassina, Concenedo, Cortabbio, Cortenova, Crandola, Cremeno, Introbio, Margno, Moggio, Narro, Pagnona, Parlasco, Pasturo, Pessina Valsassina, Premana, Primaluna, Taceno, Vimogno
- Lecco • Abbadia sopra Adda, Acquate, Ballabio Inferiore, Ballabio Superiore, Castello sopra Lecco, Germanedo, Laorca, Lecco, Lierna, Linzanico, Maggianico, Malgrate, Mandello del Lario, Morterone, Olcio, Pescate, Rancio di Lecco, Rongio, San Giovanni alla Castagna, Somana, Valmadrera
- Missaglia • Barzago, Barzanò, Bulciago, Casate Nuovo, Casirago, Cassago, Cassina de' Bracchi, Cernusco Lombardone, Contra, Cremella, Lomagna, Lomaniga, Montevecchia, Monticello, Oriano di Brianza, Osnago, Perego, Sirtori, Viganò
- Oggiono • Annone di Brianza, Bartesate, Biglio, Bosisio, Capiate, Cesana di Brianza, Civate, Consonno, Dolzago, Dozio, Ello, Galbiate, Garbagnate Monastero, Garlate, Imberido, Molteno, Oggiono, Olginate, Pusiano, Sala al Barro, Sirone, Suello, Valgreghentino, Villa Vergano